# Oscar Gjøslien
Oscar Gjøslien (ur. 9 listopada 1909 r. w Lier, zm. 20 maja 1995 r. w Drammen) – norweski biegacz narciarski, brązowy medalista mistrzostw świata.

## Kariera
W 1938 roku wystartował na mistrzostwach świata w Lahti. Zajął tam 35. miejsce na dystansie 50 km oraz 26. miejsce w biegu na 18 km techniką klasyczną. Rok później, podczas mistrzostw świata w Zakopanem osiągnął największy sukces w swojej karierze zdobywając brązowy medal w biegu na 50 km. Wyprzedzili go jedynie: zwycięzca Lars Bergendahl z Norwegii oraz drugi na mecie Klaes Karppinen z Finlandii.
W 1940 r. został nagrodzony medalem Holmenkollen wraz z innym norweskim biegaczem narciarskim Annarem Ryenem.

## Osiągnięcia

### Mistrzostwa świata
| Miejsce | Dzień     | Rok  | Miejscowość | Konkurencja          | Czas biegu | Strata | Zwycięzca       |
| ------- | --------- | ---- | ----------- | -------------------- | ---------- | ------ | --------------- |
| 26.     | 25 lutego | 1938 | Lahti       | 18 stylem klasycznym | 1:09:37    | +4:26  | Pauli Pitkänen  |
| 35.     | 27 lutego | 1938 | Lahti       | 50 stylem klasycznym | 4:06:09    | +28:52 | Kalle Jalkanen  |
| 35.     | 15 lutego | 1939 | Zakopane    | 18 stylem klasycznym | 1:05:30    | +8:07  | Jussi Kurikkala |
| 3.      | 17 lutego | 1939 | Zakopane    | 50 stylem klasycznym | 2:57:43    | +7:59  | Lars Bergendahl |